# Filip (film)
Pour les articles homonymes, voir Filip.
Pour plus de détails, voir Fiche technique et Distribution.
Filip est un film polono-germano-tchèque réalisé par Michał Kwieciński, sorti en 2022. Il s'agit de l'adaptation du roman semi-biographique éponyme de Leopold Tyrmand (1920-1985),,.
Il est présenté en avant-première mondiale au festival du film polonais de Gdynia 2022, où il remporte les prix des Lions d'argent, de la meilleure photographie et du meilleur maquillage.

## Synopsis
Filip est un jeune juif polonais. Toute sa famille et sa bien-aimée, Sara, sont mortes dans le ghetto de Varsovie (Pologne) pendant la Seconde Guerre mondiale. Pour survivre, il travaille dans le restaurant d'un hôtel luxueux à Francfort-sur-le-Main (Allemagne). Il y fait semblant d'être français et se sent terriblement seul,.

## Distribution
Sauf indication contraire ou complémentaire, les informations mentionnées dans cette section peuvent être confirmées par la base de données filmpolski.pl
- Eryk Kulm (pl) : Filip
- Victor Meutelet : Pierre
- Caroline Hartig : Lisa
- Zoë Straub : Blanka
- Sandra Drzymalska : Marlena
- Maja Szopa (pl) : Sara
- Gabriel Raab : Baumuller
- Bohdan Graczyk : Eissler
- Werner Biermeier : Brutsch
- Ondrej Kraus : Bohumil
- Joseph Altamura : Francesco
- Tom van Kessel : Lucas
- Mateusz Rzeźniczak : Laszlo
- Karol Biskup : Artur
- Nicolas Przygoda : Ilie
- Philip Günsch : Jupp
- Robert Więckiewicz : Staszek
- Julian Świeżewski (pl) : Kazik
- Jürg Plüss : Gukst
- Nicolo Pasetti : Karl
- Christine Detmers : Elsa
- Anke Sabrina Beerman : Greta
- Zofia Cybul : Annemarie
- Ada Szczepaniak : Marta
- Hanna Śleszyńska (pl) : Diva
- Edyta Torhan : la mère de Filip
- Robert Gonera (pl) : le père de Filip
- Dorota Krempa : Irena
- Weronika Dzierżyńska : Ewa

## Fiche technique
Sauf indication contraire, les informations mentionnées dans cette section peuvent être confirmées par la base de données cinématographiques IMDb,  présente dans la section « Liens externes ».
- Titre original et francophone : Filip
- Réalisation : Michał Kwieciński
- Scénario : Michał Kwieciński et Michał Matejkiewicz, en collaboration d'Anna Gronowska, d'après le roman semi-biographique éponyme de Leopold Tyrmand (pl)
- Musique : Robot Koch (en)
- Décors : Marcel Sławiński et Katarzyna Sobańska
- Costumes : Magdalena Biedrzycka (pl) et Justyna Stolarz
- Photographie : Michał Sobociński (pl)
- Son : Kacper Habisiak, Marcin Kasiński et Mariusz Wysocki
- Montage : Nikodem Chabior
- Production : Michał Kwieciński, Patryk Peridis et Krystyna Świeca
- Production exécutive : Małgorzata Fogel-Gabryś
- Sociétés de production : Akson Studio (pl) et Telewizja Polska[1]
- Sociétés de distribution : TVP Dystrybucja Kinowa (Pologne) ; ? (France)
- Pays de production :  Pologne,  Allemagne,  Tchéquie
- Langue originale : polonais, allemand, français, yiddish
- Format : couleur
- Genre : drame, guerre, historique
- Durée : 125 minutes
- Dates de sortie[7] :
  - Pologne : 15 septembre 2022 (Festival du film polonais de Gdynia) ; 3 mars 2023 (sortie nationale)
  - Monde : 8 août 2023 (Netflix)[8]

## Production

### Genèse
En mars 2023, le réalisateur Michał Kwieciński raconte qu'il y a dix ans, un ami lui a conseillé de lire le roman Filip de Leopold Tyrmand (1920-1985) « parce que c'est une preuve étonnante » du fait qu'« un Juif à Francfort-sur-le-Main, en plein cœur de l'Allemagne nazie, qui peut vivre avec confort (…). Ce qui est encore plus inhabituel, c'est que ce roman est basé sur la vie réelle de Leopold Tyrmand (pl). Il a survécu (…). ».

### Attribution des rôles
Michał Kwieciński a choisi l'acteur Eryk Kulm (pl) pour incarner le rôle-titre, parce qu'il le connaissait depuis leur rencontre dans sa propre série Bono (2016) — dont il est créateur et producteur : « C'est un acteur unique, pas comme les autres. Il est beau et capable physiquement et mentalement pour jouer un Juif, un Français et, bien sûr, un Polonais. (…) Je ne vois pas d'autres acteurs qui pourraient le remplacer dans ce rôle », explique-t-il.

### Tournage
|  |

Le tournage commence fin août 2021 en Basse-Silésie, à Wrocław pour donner l'ambiance de Francfort-sur-le-Main sous le Troisième Reich, en empruntant la rue Szajnochy (pl), le palais Wallenberg-Pachaly (pl) servant le quartier général de la Gestapo d'où l'entrée du Park Hotel dans le film, la place de l'Université (pl) et le villa Colonia (pl) servant la maison des parents Lisa, ainsi qu'à Jelenia Góra pour la piscine et à Bożków pour le palais Wilelma von Magnis (pl) d'où les couloirs du Park Hotel. Il a éagalement lieu à Varsovie (Mazovie) pour le restaurant du Park Hotel dans les studios. Il prend fin le 21 septembre 2021, à Toruń (Couïavie-Poméranie) pour la sa vieille ville et l'intérieur de la cour d'Arthur servant la salle de bal du Park Hotel.

## Distinctions

### Récompenses
- Festival du film polonais de Gdynia 2022[14] :
  - Lions d'argent
  - Meilleure photographie pour Michał Sobociński
  - Meilleur maquillage pour Dariusz Krysiak

### Nomination
- Camerimage 2023 : Grenouille d'or[14]